# Pieter Schoute

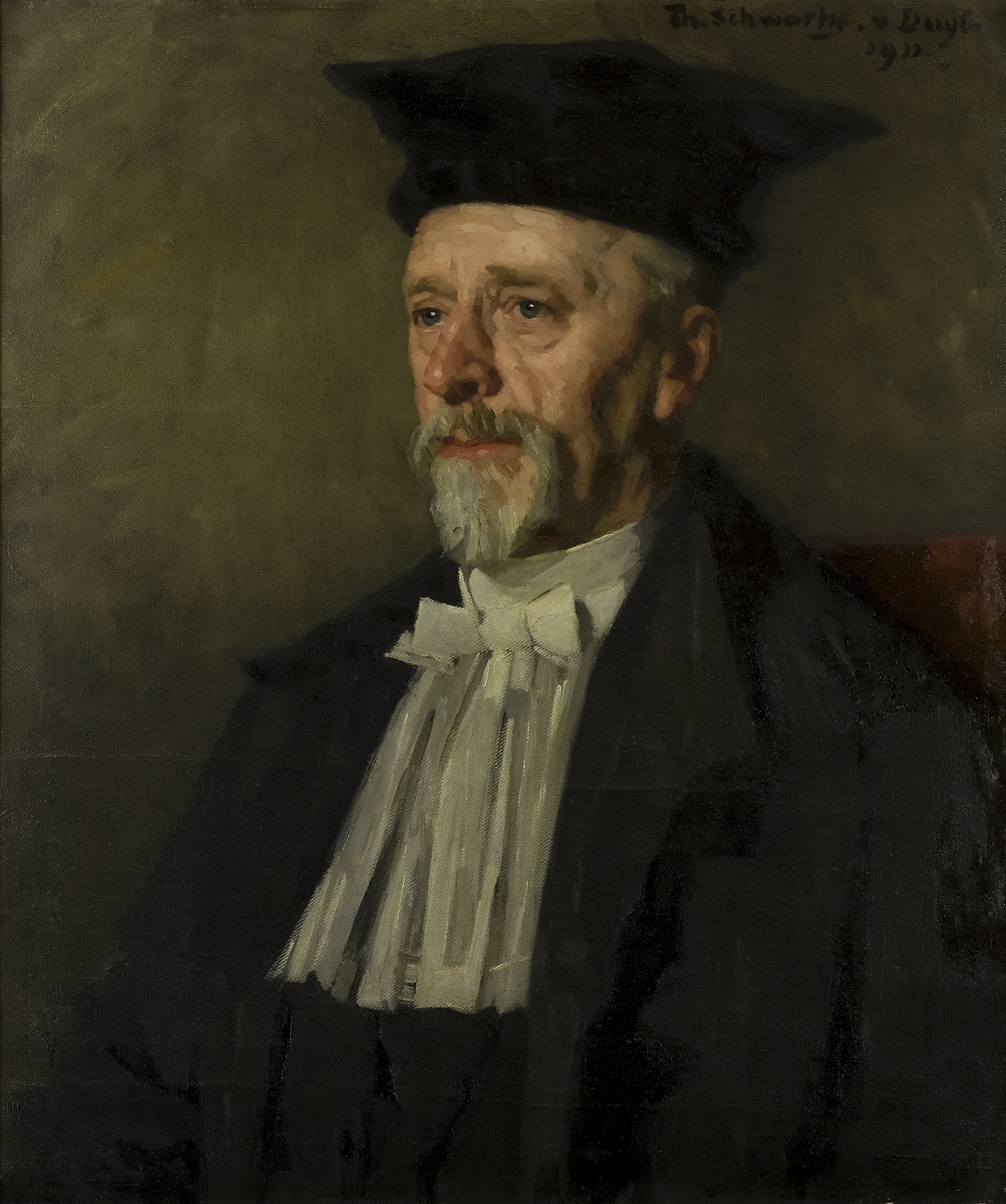
Pieter Schoute

Pieter Hendrik Schoute (* 21. Januar 1846 in Wormerveer, Niederlande; † 18. April 1913 in Groningen, Niederlande) war ein niederländischer Mathematiker.

## Leben
Pieter Hendrik war der Sohn von Dirk Schoute (1790–1861) und Cornelia Oosterhuijs (1802–1875). Er besuchte das Gymnasium in Deventer, studierte ab 1863 an der TU Delft und ab 1867 an der Universität Leiden. Am 22. Juni 1870 wurde er mit der Arbeit Homographie (Homographien angewandt auf quadratische Flächen) zum Doktor in Mathematik und Naturwissenschaften promoviert. Ab 1871 arbeitete er als Gymnasiallehrer in Nijmegen und ab 1874 in Den Haag. Ab 1878 veröffentlichte er regelmäßig mathematische Arbeiten. 1881 wurde er als Professor der Mathematik an die Universität Groningen berufen. Seine Antrittsvorlesung am 29. September 1881 hatte den Titel De kegelsneden in de projectivische meetkunde. Die ihm übertragene Aufgabe umfasste die analytische, beschreibende und höhere Geometrie. Schoute beschäftigte sich mit Geometrie, zum Beispiel algebraischen Kurven, projektiver Geometrie oder der Theorie der Polyeder, wobei er ab 1895 mit Alicia Boole Stott zusammenarbeitete und mit ihr ab 1900 einige Arbeiten über Polytope in höheren Dimensionen veröffentlichte.
Von 1898 bis 1913 war er Herausgeber des „Nieuw Archief voor Wiskunde“ sowie Mitgründer und Herausgeber der Review-Zeitschrift „Revue semestrielle des publications mathématiques“, die 1893 gegründet wurde. Im Jahr 1886 wurde er in die Niederländische Akademie der Wissenschaften gewählt, er war Ritter des Ordens vom Niederländischen Löwen und 1892 wurde er Rektor der Groninger Alma Mater.
Auf Wunsch von Hermann Schubert schrieb er einige mathematische Lehrbücher in dessen „Sammlung mathematischer Lehrbücher“ („Die linearen Räume“, 1902, „Die Polytope“ 1905).
Schoute heiratete am 4. April 1872 in Zaandam Mathilde Pekelharing (* 11. März 1846 in Zaandam; † 11. Oktober 1930 in Groningen). Aus der Ehe stammen sechs Kinder.

## Schriften
- Mehrdimensionale Geometrie. Erster Teil: Die linearen Räume G. J. Göschen, Leipzig, 1902
- Mehrdimensionale Geometrie. Zweiter Teil: Die Polytope G. J. Göschen, Leipzig, 1905